# Eyang Atemako
Eyang Atemako (ou Eyang Atem Ako, Eyang, Eang) est une localité du Cameroun située dans la Région du Sud-Ouest et le département de Manyu. Elle est rattachée administrativement à l'arrondissement de Upper Bayang (Tinto Council) et au canton de Bachuo Akagbe.

## Population
La localité comptait 642 habitants en 1953, puis 746 en 1967, des Banyang. À cette date elle disposait d'un marché le mardi, de trois unités de séchage de cacao, d'une coopérative (CPMS), d'un surveillant agricole de district, d'un assistant de service social, d'une école presbytérienne fondée en 1955, d'un centre de santé.
Lors du recensement de 2005, on y a dénombré 127 personnes.

## Éducation
Eyang Atemako est doté d'un CETIC.